# Joan Ballester i Ayguals d'Izco
Joan Ballester i Ayguals d'Izco (Vinaròs, 1835 - Barcelona, 1868) fou un pintor i escenògraf valencià.
Establert a Barcelona des de molt jove, estudià amb el també escenògraf Francesc Soler i Rovirosa i junts ampliaren la seva formació a París (1855) i a Londres (1856).